# Torre della Moletta
La Torre della Moletta (detta anche Turris in Capite Circi o Turris de Arco) è un edificio difensivo di origine medievale situato a Roma, nel complesso archeologico del Circo Massimo.

## Storia

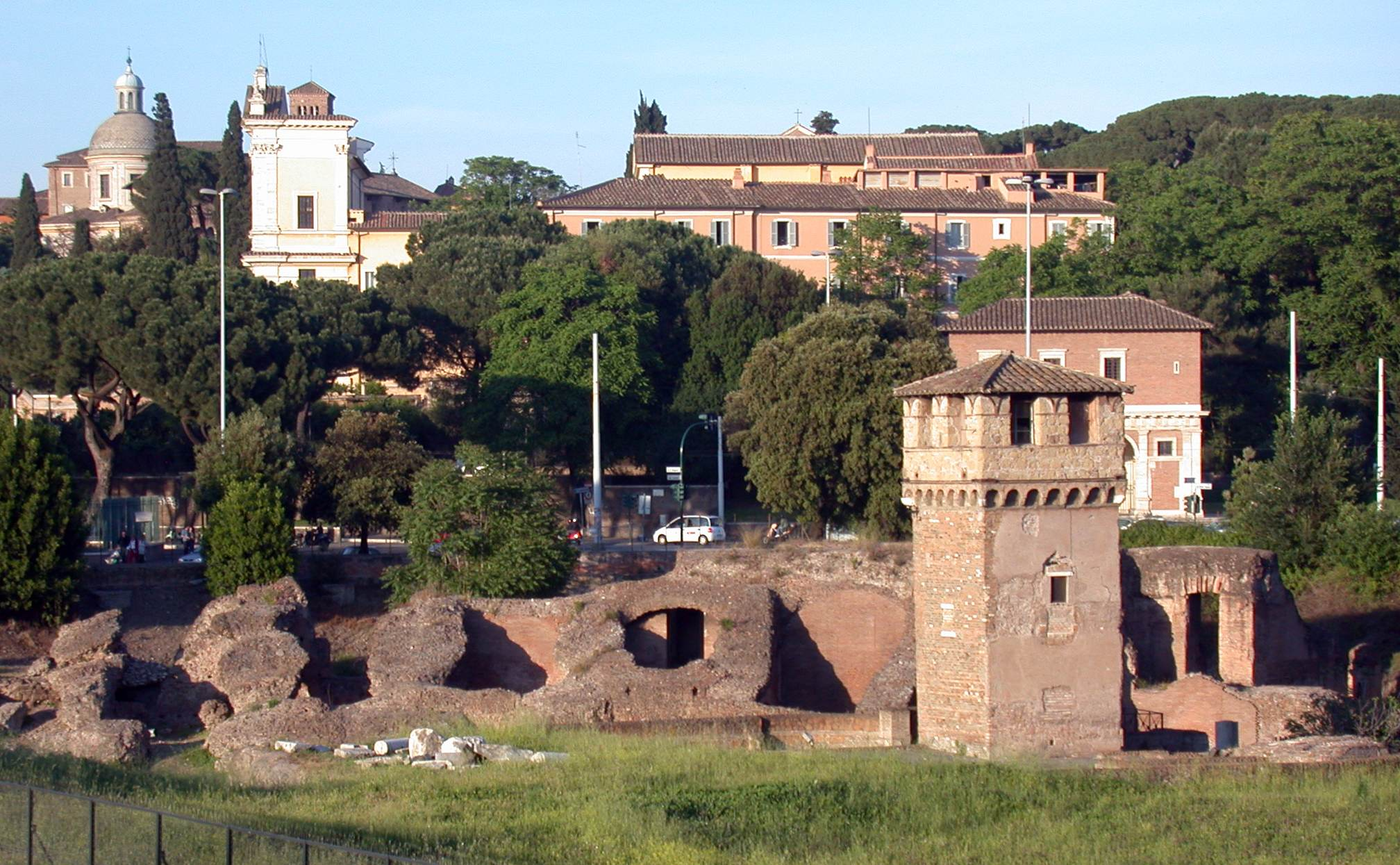
La torre della Moletta con le rovine del Circo Massimo sullo sfondo

Il nome di "Torre della Moletta" deriva dal fatto che l'edificio medievale oggi presente all'interno del Circo Massimo si trovava un tempo addossato a un mulino utilizzante l'acqua del cosiddetto Fosso di San Giovanni, un corso d'acqua che già i romani avevano definito coi nomi di Aqua Iulia (perché passante per il Palatino ove sorgevano i palazzi imperiali) o più caratteristicamente di Aqua Circuli proprio in riferimento al circo. L'acqua giunse nella posizione della torre (ovvero presso la "spina" del circo) nel 46 a.C. quando, come apprendiamo da Svetonio, Giulio Cesare dopo aver organizzato nel circo una finta battaglia ed una caccia, fece scavare il tratto di fosso per l'incolumità degli spettatori.
Dopo la caduta dell'Impero romano d'Occidente e per tutta l'epoca medievale, l'area del circo venne utilizzata a vigna ed orti. In questo periodo venne costruito un mulino per la lavorazione dei prodotti agricoli con una torre difensiva atta a proteggere un'area di grande importanza per l'approvvigionamento delle derrate.
Nell'alto medioevo la zona cadde in rovina a tal punto che l'Itinerario di Einsiedeln e il Liber Pontificalis citano già la rovina dell'antica chiesa di Santa Lucia in Septisolio, la quale venne prima chiusa e poi distrutta completamente. Nel XVI secolo venne infine abolita la diaconia cardinalizia corrispondente.
Nel 1145 la torre divenne proprietà della famiglia Frangipane che le diede la forma attuale con la caratteristica pianta quadrangolare e una parte alta caratterizzata da archetti ciechi. I Frangipane ne fecero al tempo stesso il centro di un vero e proprio complesso fortificato. Sappiamo che nel 1213 la torre era abitata da Iacopa dei Normanni (detta anche Iacopa dei Settesoli), vedova di Graziano Frangipane, la quale si era ritirata qui dopo la morte del marito e dopo il suo ingresso nel Terz'ordine francescano. Proprio in quell'anno venne a Roma Francesco d'Assisi per il suo ultimo soggiorno nella città eterna. Il santo secondo la leggenda fu ospitato da Iacopa nella sua abitazione, e per questo motivo la donna ricevette in dono un agnellino.
Le costruzioni attorno alla torre, tra cui il mulino e altre case medievali, vennero abbattute definitivamente nel 1943 secondo un progetto del regime fascista, progetto però poi abbandonato a causa degli eventi bellici.